# Evangelische Kirche (Großkühnau)

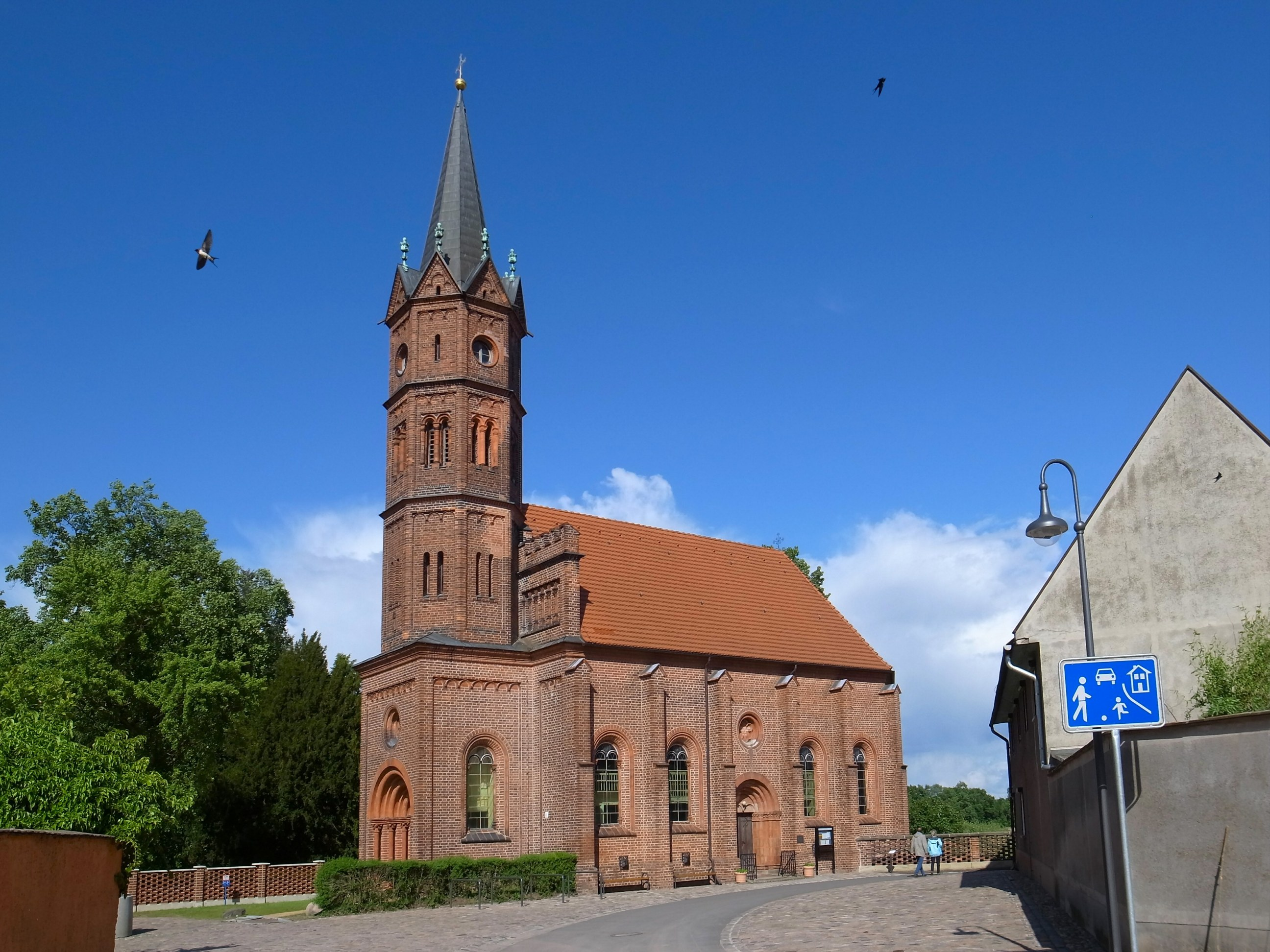
Kirche Großkühnau

Die Kirche in Großkühnau ist eine evangelische Kirche im Dessau-Roßlauer Stadtteil Großkühnau in Sachsen-Anhalt. Sie ist im Eigentum des Landes Sachsen-Anhalt und wird als Gemeindekirche sowie für die Polizeiseelsorge genutzt.

## Geschichte
Bevor die heutige Kirche erbaut wurde, existierte eine um das Jahr 975 erbaute Kirche. Ebenfalls wie die Kirche St. Peter in Törten betreuten in der Zeit des Mittelalters die Benediktiner-Mönche aus Nienburg die Kirche.
Die alte Feldsteinkapelle ließ Herzog Leopold von Anhalt im Jahre 1828 abreißen in den Jahren 1828/1829 und eine neue Kirche errichten. 

## Architektur
Die Pläne zu dieser im neuromanischen Stil errichteten Kirche entstammen der Zusammenarbeit des Herzogs und des Baumeisters Carlo Ignazio Pozzi (1766–1842). Sie war als Ergänzung zu dem im klassizistischen Stil erbauten Schloss gedacht.

## Innengestaltung
Aus der alten Kirche stammt das umgekehrte Kapitell, auf dem die rote Granit-Kanzelsäule ruht (8.–9. Jh.), weiterhin die beiden Glocken, die etwa um das Jahr 1050 gegossen wurden und somit zu den ältesten in ganz Deutschland zählen. Die Umschrift auf der kleineren Glocke bezeugt die Weihe auf die Jungfrau Maria.
Auf den Glasmalereien in den Rundungen der Fenster aus dem 18. Jahrhundert werden Bilder aus der Heilsgeschichte dargestellt. Im Jahre 1979 zur 150-Jahr-Feier wurde die Kirche im Inneren renoviert.